# Willy Van den Bossche (kanunnik)
Willy Van den Bossche (Belsele, 10 november 1932 - Gent, 9 januari 2011) was een Belgisch kanunnik en econoom van het bisdom Gent.

## Levensloop
Van den Bossche was de zoon van Louis Van den Bossche en Aline Lambert. Hij behaalde een licentie in de geografie aan de Katholieke Universiteit Leuven en werd in 1956 tot priester gewijd in Gent.
Hij was achtereenvolgens leraar in het Onze-Lieve-Vrouwecollege van Oudenaarde (1960-1971), zondagsonderpastoor in Zingem (1960-1973), superior van het Onze-Lieve-Vrouwecollege in Oudenaarde (1971-1992), econoom van het bisdom Gent (tot 2002) en sinds 1992 titulair kanunnik aan het Sint-Baafskapittel.
Het zwaartepunt van zijn activiteiten situeerde zich in Oudenaarde, waar hij mee aan de basis lag van heel wat initiatieven, voornamelijk in het onderwijs. In deze stad vond dan ook zijn uitvaart plaats, gevolgd door de begrafenis op het kerkhof van Moregem.

## Bestuurder
Daarnaast was hij
- voorzitter, vervolgens erevoorzitter van de raad van bestuur van nv Halewijn, de uitgever van Kerk en Leven;
- erebestuurder van het Algemeen Ziekenhuis Sint-Lucas Gent;
- lid van de algemene vergadering van vzw Algemeen Ziekenhuis Maria-Middelares, Gent en Gentbrugge;
- medestichter van vzw Katholiek Basisonderwijs Oudenaarde;
- lid van de raad van bestuur van vzw Woon- en Zorgcentrum Veilige Have Aalter;
- lid van de raad van bestuur van vzw Katholiek Secundair Onderwijs Oudenaarde;
- lid van de raad van bestuur van vzw Middelbare Landbouwschool Oudenaarde;
- lid van de raad van bestuur van vzw Agrarisch Vormingscentrum Oudenaarde.